# Patrice Lumumba
Patrice Emery Lumumba (02 tháng 7 năm 1925 - 17 tháng 1 năm 1961) là một nhà lãnh đạo độc lập Congo và các nhà lãnh đạo được bầu dân chủ đầu tiên của Congo với chức vụ thủ tướng. Là người sáng lập và lãnh đạo của các Phong trào Dân tộc Congo (MNC), Lumumba đã đóng một vai trò quan trọng trong việc vận động cho sự độc lập từ Bỉ.
Trong vòng mười hai tuần Congo độc lập vào năm 1960, chính phủ của Lumumba bị lật đổ trong một cuộc đảo chính trong cuộc khủng hoảng Congo sau nỗ lực của ông thu hút sự ủng hộ của Liên Xô chống lại những kẻ ly khai Katangan. Điều này dẫn đến sự bất đồng ngày càng tăng với Tổng thống Joseph Kasa-Vubu và tổng tham mưu trưởng Joseph-Désiré Mobutu cũng như sự phản đối của các ngoại quốc Hoa Kỳ và Bỉ. Lumumba sau chính quyền nhà nước giam từ dưới thời Mobutu và bị xử bắn dưới sự chỉ huy của các cơ quan chức Katangan. Dù được ông cầu cứu cử người đến Congo, Liên Hợp Quốc đã không can thiệp để cứu ông. Bỉ, Vương quốc Anh, và Hoa Kỳ đều bị cáo buộc dính líu vào cái chết Lumumba, sau này Mỹ và Liên Xô đã có thời kỳ chiến tranh Lạnh và Mỹ đã quyết không để Liên Xô tiếp cận nguồn urani dồi dào của Congo sử dụng để làm bom hạt nhân.